# Васильевское (Ступинский район)
Васильевское — село в Ступинском районе Московской области в составе Городского поселения Малино (до 2006 года — входило в Дубневский сельский окру). На 2016 год Васильевское, фактически, дачный посёлок — при 37 жителях в селе 5 улиц и 4 садовых товарищества. Село связано автобусным сообщением с городом Малино и соседними населёнными пунктами.

## Население
| 2002 | 2006 | 2010 |
| ---- | ---- | ---- |
| 49   | ↘45  | ↘37  |

Васильевское расположено в центральной части района, в устье впадающей в Городенку (левый приток Каширки) реки Тители, высота центра села над уровнем моря — 175 м. Расстояние до Малино около 5 км на восток, рядом с селом находится платформа 332 километр Большого кольца Московской железной дороги.

## История
Впервые упоминается в писцовой книге Коломенского уезда в 1577 г. как вотчина Игнатия Тимофеевича и Ильи Васильевича Загряжских, бывшая до этого в государевых дворцовых селах. По состоянию на 1627 г. в селе, принадлежавшем Александру Владимировичу Загряжскому, насчитывалось 6 крестьянских и 3 бобыльских двора, двор вотчинника, дворы приказчика и задворного человека, а также при церкви Василия Кесарийского дворы попа и дьячка. В дальнейшем в связи с многочисленными переходами по наследству и в качестве приданого вотчина была раздроблена, и до 1861 г. в селе находились одновременно владения разных собственников. К концу 17 века таковыми являлись Григорий Кириллович, Григорий Федорович, Степан Федорович, Павел Федорович и Степан Андреевич Загряжские.
В 1714 году крестьянин с. Нижнего Мячкова Матвей Федотов получил от Г.Ф. Загряжского подряд на строительство в срок до лета 1715 года каменной Воскресенской церкви "против образца, что у Арбатских ворот церковь против двора Ивана Алексеевича Мусина-Пушкина" из материала заказчика, стоимость работ - 120 рублей.
В 1720 году бобыль с. Сидоровское Костромского уезда Василий Андреев "с товарищи" построили в с. Васильевском деревянные хоромы для поручика лейб-эскадрона Акинфия Евстратьевича Алымова.
Есть данные, что в XVIII веке село принадлежалоЗагряжскому, построившему в 1785 году церковь Воскресения Словущего, к которой в 1862 году была пристроена колокольня. Закрыта и разобрана после 1932 года.